# 1991 CL
1991 CL är en asteroid i huvudbältet som upptäcktes den 5 februari 1991 av de båda japanska astronomerna Masaru Arai och Hiroshi Mori vid Yorii-observatoriet i Japan.
Asteroiden har en diameter på ungefär 8 kilometer.